# Gaetano Morelli
Gaetano Morelli (* 23. Mai 1900 in Crotone; † 22. Mai 1989 in Rom) war ein italienischer Jurist.
Er schloss sein Studium der Rechtswissenschaften 1921 mit der Promotion an der Universität Rom unter dem Einfluss von Dionisio Anzilotti ab und war später als Professor an den Universitäten Modena, Padua, Neapel und ab 1951 an der Universität Rom tätig. In den Jahren 1937 und 1956 lehrte er als Dozent an der Haager Akademie für Völkerrecht. Von 1961 bis 1970 wirkte er für eine turnusgemäß neunjährige Amtszeit als Richter am Internationalen Gerichtshof in Den Haag, an dem er zuvor bereits in einem Fall als Ad-hoc-Richter fungiert hatte.
Gaetano Morelli wurde 1950 in das Institut de Droit international aufgenommen, dessen 1973 in Rom stattfindende 56. Sitzung er als Präsident leitete, und war ab 1955 Mitglied des Ständigen Schiedshofs. Darüber hinaus gehörte er ab 1956 als korrespondierendes und ab 1963 als ordentliches Mitglied der Accademia Nazionale dei Lincei an. Schwerpunkte seines Wirkens waren das internationale Verfahrensrecht und das internationale Zivilverfahrensrecht.

## Werke (Auswahl)
- Lezioni di diritto internazionale: Diritto processuale civile internazionale. Padua 1935
- La théorie générale procès international. Paris 1938
- Lezione di diritto internazionale privato. Padua 1946
- Il processo internazionale. Mailand 1975
- Elementi di diritto internazionale privato italiano. Neapel 1986